# Макдонах, Уильям
Уильям Макдонах (англ. William McDonough; род. 21 февраля 1951, Токио) — американский архитектор.
Окончил Дартмутский колледж и Йельский университет.
В числе его работ — крупные проекты для корпоративных клиентов The Gap, Nike и Herman Miller, IBM, а также — 20-летний план по превращению старейшего завода Ford в Ривер Руж (штат Мичиган) в экологически чистое, ресурсосберегающее производство. В его рамках в 2002 году перекрытия предприятия стали самой большой в мире «зеленой крышей», общей площадью 40 000 кв. м.
Уильям Макдонах — всемирно известный архитектор и один из первых сторонников и составителей того, что он и его партнеры называют «Следующей индустриальной революцией». Журнал Time признал его в 1999 году «Героем планеты», заявляя, что «его утопизм основан на объединении с философией, которая — доказуемыми и практическими способами — изменяет вид мира». Журнал Time снова признал Уильяма Макдонаха и Майкла Бронгарта «Героями окружающей среды» в октябре 2007 года. В 1996 году Макдонах получил Президентское вознаграждение за «Жизнеспособное развитие». В 2004 году он получил национальную награду за образцовое достижение в области экологического проектирования. В октябре 2007 года Макдонах был принят в ряды Международного королевского института британских архитекторов.
У. Макдонах — руководитель и основатель компании «Уильям Макдонах + Партнеры» (William McDonough + Partners, 1981). Он является также основным участником в MBDC. Макдонах преподает в Университете школы Darden Вирджинии менеджмент и в Стэнфордском университете. Он служит американским председателем и членом Правления консультантов Китая-США.